# Mästerkatten i stövlar (folksaga)
För andra betydelser, se Mästerkatten.

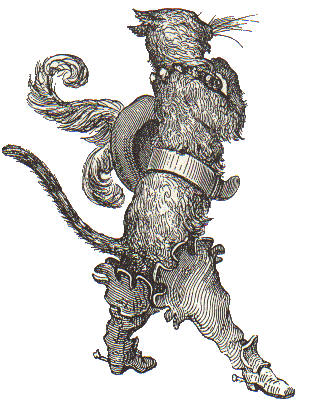
Gustave Dorés 1800-talsgravyr av Le Chat botté.

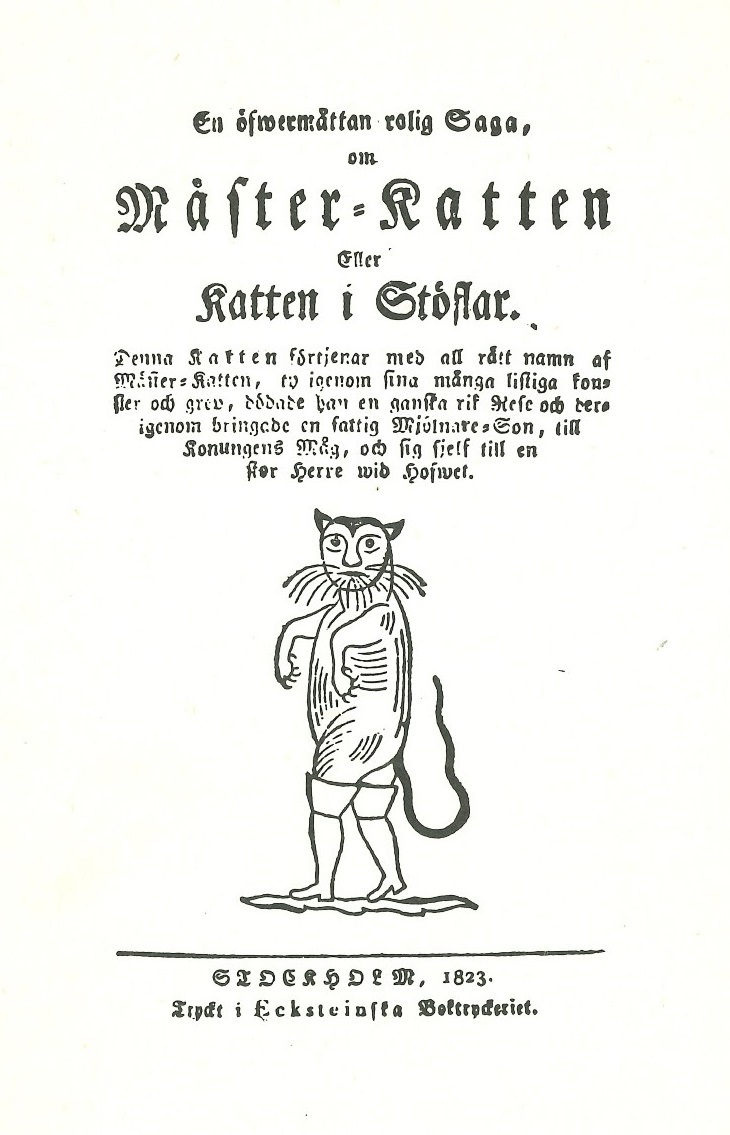
Titelsida till ett häfte med sagan utgivet 1823 i Sverige.

Mästerkatten i stövlar (egentligen Mästerkatten eller katten i stövlar, franska: Le Maître chat ou le Chat botté, italienska: Il Gatto Maestro o il Gatto con gli Stivali, tyska: Der Meisterkater oder der Kater in Stiefeln eller Der gestiefelte Kater, engelska: The Master Cat, or the Booted Cat eller Puss in Boots), är en klassisk folksaga. Den insamlades av Charles Perrault i hans Contes de ma mère l'Oye (Gåsmors sagor; 1697) och berättades dessförinnan 1634 av Giambattista Basile som Gagliuso.
I den första upplagan av bröderna Grimms sagor fanns denna saga med som nr 33, men den har inte förekommit i alla upplagor. Den svenska versionen av sagan har getts ut många gånger, bland annat under 1700- och 1800-talen som ett billigt litet häfte. En svensk version av sagan skrevs av författaren Hugo Gyllander och finns med i (den ursprungliga) bokserien Min skattkammare från 1947.

## Innehåll
Enligt texten i Grimms saga ärver tre bröder sin bortgångne far som var mjölnare. Den äldste får kvarnen, mellanbrodern en åsna och den yngste får en hankatt som till synes är värdelös. Men katten, som kan tala, visar sig vara ytterst listig, och övertalar sin nye ägare att inte låta tillverka ett par handskar av kattskinnet, utan att i stället använda sina sista pengar till att köpa ett par stövlar till katten. Som tack lyckas katten jaga en säck full med rapphönor åt kungen, som betalar för den med guldmynt. Katten lyckas sedan ordna en fin tomt med ett slott åt sin numera rike herre mjölnarsonen, genom att lura den förre ägaren, ett troll, till att förvandla sig själv till råtta. Katten äter upp råttan. Mjölnarsonen kan nu utge sig för att vara adelsman under namnet "markisen av Carabas" och gifter sig slutligen med kungens dotter.
De enkla motiven som förekommer i denna saga är frågor om rättvisa vid arvskiften, kattens tacksamhet och till sist turen, som gör den ursprungligen fattige till en välbärgad man.

## Filmer
Den första svenska filmen om den märkvärdiga katten, Mästerkatten i stöflarne, hade premiär 1918 med Gösta Ekman som Mästerkatten.
Sveriges Television producerade ett sagospel med text av Lennart Hellsing 1965. Mästerkatten spelades av Björn Gustafson.
Mästerkatten i stövlar har bearbetats till animerad film ett antal gånger:
- Första gången skedde 1922 i en kortfilm av Walt Disney.
- 1969 producerade japanska Toei Mästerkatten i stövlar, med regi av Kimio Yabuki och Hayao Miyazaki som en av nyckelanimatörerna.[1][2]
- I Dreamworks filmserie Shrek är Mästerkatten en återkommande figur. Han skildras som en Zorro-liknade hjälte och spelas i original av Antonio Banderas, som tidigare spelat Zorro i andra filmatiseringar. Som en avknoppning från Shrek-filmerna fick Mästerkatten en egen filmserie. 2011 släpptes en första långfilm, Mästerkatten. Den följdes upp 2022 av Mästerkatten 2.

## Opera
- Mästerkatten i stövlar, Musik: Staffan Björklund, Text: Lennart Hellsing. Premiär på Kungliga operan i Stockholm 22 mars 1997 i regi av Johanna Garpe med Peter Kajlinger i titelrollen.